# Фридеш Рис
Фридеш Рис (на унгарски: Riesz Frigyes) е унгарски математик, работил в областта на математическия анализ. Той е брат на математика Марцел Рис.